# Manoir de Kersallic
Le manoir de Kersallic est un édifice situé à Saint-Tugdual en France.

## Localisation
Le manoir est situé sur le territoire de la commune de Saint-Tugdual, au lieu-dit Kersallic, dans le département du Morbihan en région Bretagne.

## Description
Le manoir date des XVIIe et XVIIIe siècles, édifice en pierre de taille  de granite à un étage carré avec une toiture à longs pans brisés couverte d'ardoises, pignon découvert. Escalier dans-œuvre : escalier à vis sans jour.

## Historique
Le manoir date des XVIIe et XVIIIe siècles ; les appentis flanquant l'escalier du logis sont rapportés. Il est inscrit à l'inventaire général du patrimoine culturel.